# 小津町 (八王子市)
小津町（おつまち）は東京都八王子市の地名。丁番を持たない単独町名であり、住居表示実施未実施区域。郵便番号は192-0155（恩方郵便局管区）。

## 地理
八王子市北西部、旧恩方村の一区域。地区内はほぼ全域が山間部であり、市内でも人口が少ない地域の一つである。小津川沿いにある谷を市道が通過し、沿線に集落が点在する。南は上恩方町、東は下恩方町、北は美山町、西はあきる野市戸倉と接する。あきる野市方面へ抜ける道路は林道であり、市境の峠を入山峠という。

## 歴史

### 沿革
- 1889年（明治22年）4月1日 - 町村制施行により、神奈川県南多摩郡の下恩方村、上恩方村、西寺方村、小津村が合併し恩方村が成立する。小津村が恩方村大字小津となる。
- 1893年（明治26年）4月1日 - 南多摩郡が東京府へ移管。
- 1943年（昭和18年）7月1日 - 東京都制の施行により南多摩郡は東京都の管轄となる。
- 1955年（昭和30年）4月1日 - 恩方村が八王子市へ編入。恩方村大字小津は八王子市大字小津となる。
- 1956年（昭和31年）10月1日 - 八王子市大字小津が町名変更により小津町となる。

## 世帯数と人口
2017年（平成29年）12月31日現在の世帯数と人口は以下の通りである。
| 町丁   | 世帯数  | 人口  |
| ------ | ------- | ----- |
| 小津町 | 108世帯 | 223人 |

## 小・中学校の学区
市立小・中学校に通う場合、学区は以下の通りとなる。
| 番地 | 小学校               | 中学校               |
| ---- | -------------------- | -------------------- |
| 全域 | 八王子市立元木小学校 | 八王子市立恩方中学校 |

## 交通

### 鉄道
地内に鉄道は通過していない。最寄り駅は後述の路線バスが接続するJR中央本線の西八王子駅となる。

### 道路
小津町東端に首都圏中央連絡自動車道（圏央道）が通過しており、東に隣接する下恩方町に八王子西インターチェンジがある。一般国道・都道は通過していない。

### 路線バス

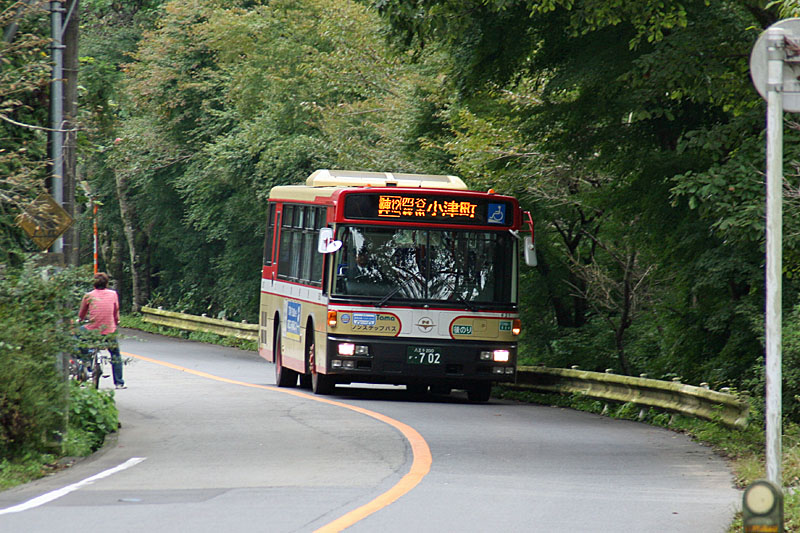
廃止となった「陣12」系統（京王八王子駅 - 小津町）

西東京バス恩方営業所が担当する路線バスが町内の小津町バス停まで乗り入れている。
以前は京王八王子駅・JR八王子駅北口から直通する「陣12」系統が運行されていたが、2006年9月の市内西部地区の路線バス網再編により廃止となり、代替路線として繊維団地（一部は恩方車庫）を発着する「恩01」「恩02」系統が小津町まで運行されていた。しかし「恩01」「恩02」系統も利用客の減少傾向が止まらず、2007年9月1日に大幅減回の上で平日のみ運行となり、さらに2009年12月29日をもって廃止された。
定期路線バスの一時廃止後は、2010年より地域循環貸切バス「モリアオガエル号」（ワゴン車使用、1乗車に付き50円・平日のみ4往復）が運行されていた。恩方車庫・恩方ターミナルより元木・小田野地区の商業施設や医療施設などを巡回し、小津町内が自由乗降方式という形となり、町内北端の佐々木釣堀（小津林道の起点付近）・西端の小津坂入口まで延長された。当初は「小津町会自主運行」（運行委託は西東京バス）という形で町会員のみが利用できたが、その後2016年4月より、1乗車につき100円で町会員以外も利用可能なコミュニティバスに転換されている。
しかし「モリアオガエル号」も利用実績の低迷から2022年4月1日をもって廃止され、小津町内の公共交通維持のため、再び西東京バスにより「うえ03」系統として西八王子駅から小津町まで平日3往復のみ運行されている（従来から運行されている「うえ01」系統の恩方ターミナル行のうち3本を小津町まで延伸）。終点の小津町以外の町内はバス停が設置されず、自由乗降方式がとられている。また、元木小学校に通う児童の通学手段確保を目的とするため、貸切タクシーが「モリアオガエル号」の代替となっている。

## 施設
- 小津町会館